# جركة

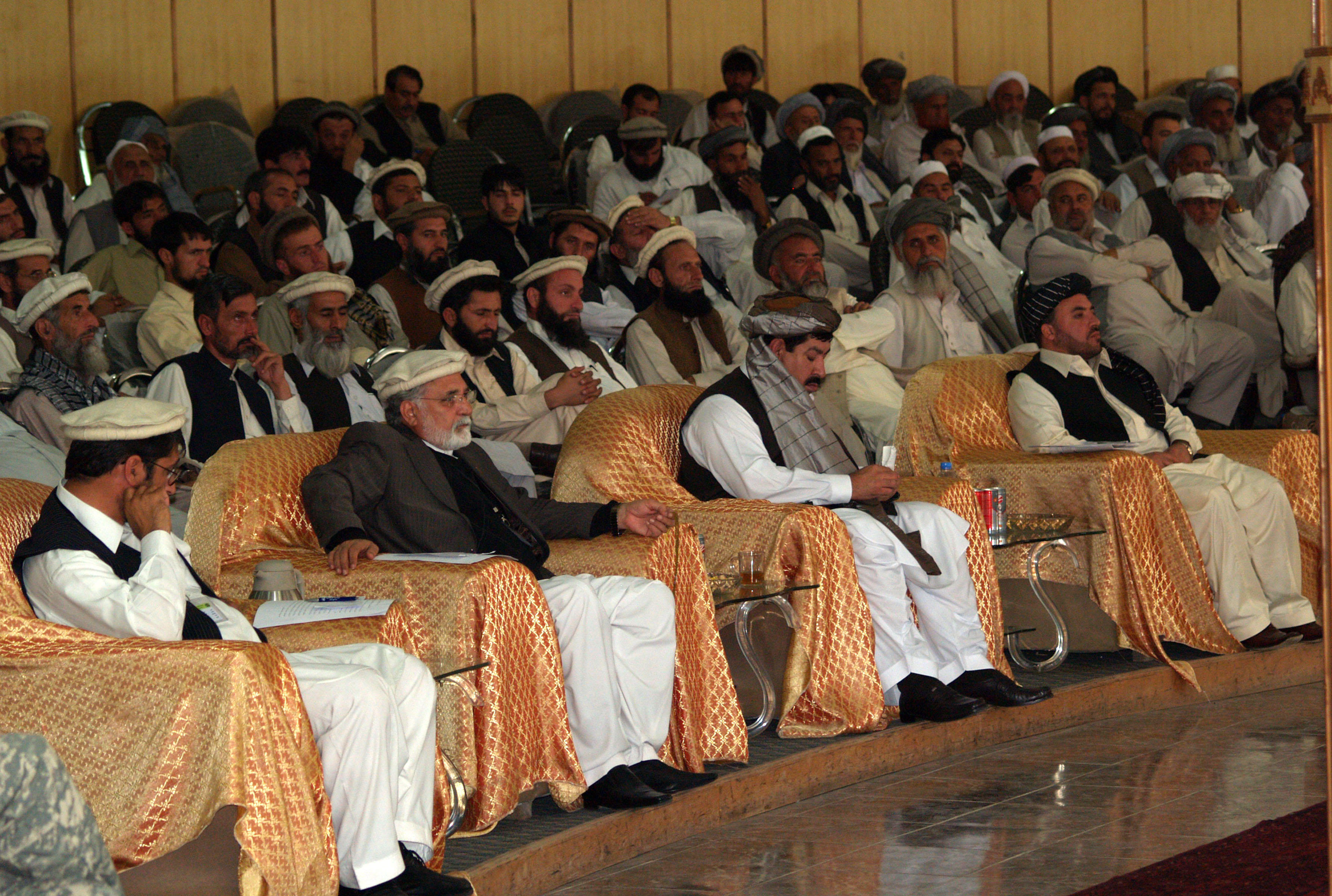
مجلس جركة الإقليمي في جلال آباد في أفغانستان.

جركة (بالبشتوية: جرګه) هو تجمع تقليدي لقادة القبائل البشتون، من المفترض أن يتخذوا القرارات بالإجماع ووفقًا لتقاليد البشتون. وهو نظام ثقافي قبلي يسبق القوانين المكتوبة أو الثابتة في العصر الحديث يُعقد بهدف تسوية النزاعات بين شعب البشتون في أفغانستان وباكستان. وكان هدفه الأساسي منع الحرب القبلية. تُجرى معظم لقاءات الجركة في أفغانستان وأيضًا بين قبائل البشتون في باكستان المجاورة، لا سيما في خيبر بختونخوا. في عام 2017 أصدرت الحكومة الباكستانية قانون حل النزاعات البديل لعام 2017 لباكستان بهدف دمج مجالس الجركة في نظام العدالة الرسمي. وفي يناير 2019، قامت المحكمة العليا الباكستانية بتقييد مجالس الجركة بالحدود المسموح بها في القانون إلى حد العمل كمجالس تحكيم أو وساطة أو تفاوض أو مصالحة بين الأطراف المشاركة في قضايا مدنية.
اعتبرت المحكمة العليا الباكستانية في يناير 2019 بعض ممارسات الجركة ممارسات غير قانونية، وفي يوليو 2019 أعرب رئيس وزراء باكستان عمران خان عن التزام حكومته بمواصلة نظام الجركة.

## وصلات خارجية
- تحظر محكمة باكستانية جميع المحاكمات بموجب نظام الجركة
- نظام الجركة في الحياة القبلية